# Lenka Župková
Lenka Župková (* 3. Juni 1970 in Prag) ist eine tschechische Geigerin, Bratschistin und Komponistin, die sich auf Neue Musik, elektronische Musik und musikalische Rauminszenierungen spezialisiert hat.

## Leben
Župková absolvierte ihr Violinstudium an der Janáček-Akademie für Musik in Brünn und an der Hochschule für Musik und Theater in Hannover. Von 1995 bis 2000 war sie als Aushilfe in Orchestern in Deutschland tätig (NDR Hannover, Das Neue Ensemble Köln, L`Arco Hannover).
Als Solistin auf Geige, E–Geige und Bratsche tritt Župková mit dem Audiodesigner Andre Bartetzki, der Flötistin Lenka Kozderkova (Duo Goelan) und dem Ensemble reflexion k auf. Seit 2007 leitet sie gemeinsam mit dem Tänzer und Choreographen Mikael Honesseau das interdisziplinäre Musikensemble Megaphon in Hannover.
Außerdem komponierte sie Bühnenmusiken für Theater in Zürich, Nürnberg, Hannover, Berlin und Aachen.
Lenka Župková ist bekannt für ihre Solo-Performances an besonderen Orten, ihre multimedialen Projekte (zeitgenössische Musik, moderner Tanz, Klang- und Videokunst) und ihre Rauminszenierungen. Sie sucht nach erweiterten Klangmöglichkeiten und entwickelt durch Präparation und Verstärkung der Violine neue Spieltechniken und Klangmischungen.
Ihre Konzerttätigkeit führte sie nach Deutschland, Frankreich, Tschechien, England, Polen und in die Schweiz. Fernseh- und Rundfunkauftritte hatte sie in Deutschland und in Tschechien.
In enger Zusammenarbeit mit Komponisten entstanden mehrere Werke für Solovioline, Live-Elektronik und Kammerensemble, die ihr gewidmet sind.
Ihre Debüt-CD beim Schott Verlag Prague - Hannover mit Werken von Vinko Globokar, Annette Schlünz, Dorothée Hahne, Andre Bartetzki, T. Töpp und Péter Kőszeghy wurde von der Presse für ihren Mut zu klanglichen Experimenten und ihre Virtuosität gelobt.
Im August 1995 erhielt Župková ein Stipendium für die Darmstädter Ferienkurse. Im August 2001 bekam sie ein Stipendium des Zentrums für Neue Musik in Ostrava und im Dezember 2002 ein Arbeitsstipendium für Komposition des Landes Niedersachsen. Im November 2005 trat Lenka Župková beim Bundeskonzert der GEDOK im Konzerthaus am Gendarmenmarkt in Berlin auf. Im Mai 2006 erhielt sie einen Auftrag des Tschechischen Rundfunks für eine elektroakustische Komposition. Sie war Finalistin beim Wettbewerb für elektroakustische Musik Musica Nova 2006 in Prag.